# Neolimnophila ultima alaskana
Neolimnophila ultima alaskana is een ondersoort van de tweevleugelige Neolimnophila ultima uit de familie steltmuggen (Limoniidae). De soort komt voor in het Nearctisch gebied.